# سینا مهراد
سینا سهیلی با نام هنری سینا مهراد (زادهٔ ۱۲ آذر ۱۳۷۰ در مشهد) بازیگر اهل ایران است. او فرزند سعید سهیلی و برادر ساعد سهیلی است، سینا سال‌هاست که نام فامیلی مهراد را برای خود برگزیده و با این نام در عرصه سینما و تلویزیون فعالیت می‌کند. او پیش از این در کنار پدرش در چند پروژه به عنوان دستیار حضور داشته است و اولین تجربه بازیگری و حضورش در تلویزیون نیز با سریال سایه‌بان به کارگردانی برادران محمودی اتفاق افتاد و با این مجموعه بازیگری را آغاز کرد.

## فیلم‌شناسی

### سینما
| سال  | عنوان           | کارگردان              |
| ---- | --------------- | --------------------- |
| ۱۴۰۲ | دو روز دیرتر    | اصغر نعیمی            |
| ۱۴۰۰ | شادروان         | حسین نمازی            |
| ۱۳۹۸ | سالمون          | افشین اخلاقی          |
| ۱۳۹۷ | ژن خوک          | سعید سهیلی            |
| ۱۳۹۵ | زار             | نیما فراهی            |
| ۱۳۹۵ | قاتل اهلی       | مسعود کیمیایی         |
| ۱۳۹۵ | رفتن            | نوید محمودی           |
| ۱۳۹۳ | بهار نارنج      | مرجان اشرفی‌زاده       |
| ۱۳۹۲ | کلاشینکف        | سعید سهیلی            |
| ۱۳۹۰ | پنجشنبه آخر ماه | ماشاالله شاهمرادی‌زاده |
| ۱۳۹۰ | گشت ارشاد       | سعید سهیلی            |
| ۱۳۸۰ | شب برهنه        | سعید سهیلی            |
| ۱۳۷۵ | مردی شبیه باران | سعید سهیلی            |

### مجری طرح
| سال  | عنوان       | کارگردان   |
| ---- | ----------- | ---------- |
| ۱۴۰۲ | پول و پارتی | سعید سهیلی |

### تلویزیون
| سال  | عنوان     | کارگردان                  |
| ---- | --------- | ------------------------- |
| ۱۳۹۷ | پدر       | بهرنگ توفیقی              |
| ۱۳۹۶ | سایه‌بان   | جمشید محمودی، نوید محمودی |
| ۱۳۹۲ | پرده نشین | بهروز شعیبی               |
| ۱۳۹۰ | پنجره     | قدرت‌الله صلح‌میرزایی       |

### نمایش خانگی
| سال  | عنوان       | کارگردان     |
| ---- | ----------- | ------------ |
| ۱۳۹۹ | آقازاده     | بهرنگ توفیقی |
| ۱۳۹۹ | بوی خون     | وحید سعیدی   |
| ۱۴۰۴ | از یاد رفته | برزو نیک‌نژاد |